# Schlacht von Adrianopel (813)
Die Schlacht von Adrianopel vom 22. Juni 813 wird auch Schlacht von Wersinikia (oder Bersinikia bzw. Versinikia) genannt. Sie war der Versuch des Byzantinischen Reichs, die verheerende Niederlage gegen die Bulgaren in der Schlacht am Warbiza-Pass zwei Jahre zuvor (26. Juli 811) wieder wettzumachen. Damals war der Kaiser Nikephoros I. gefallen und der Thronfolger Staurakios so schwer verletzt worden, dass ihn Michael I. Rangabe nach nur wenigen Wochen absetzen konnte.

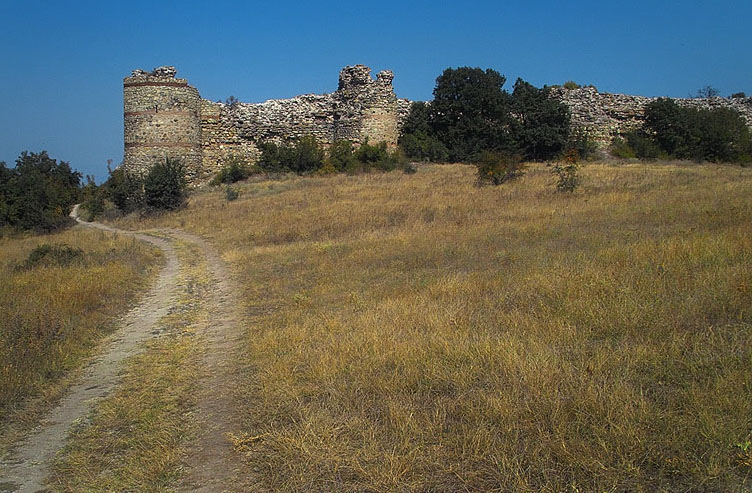
Die Festung Wersinikia heute

Michael wurde in Adrianopel erneut von den Bulgaren geschlagen, was zum Teil auf das Verhalten des Strategos des Themas von Anatolien, Leo, zurückging. Nach der Schlacht wurden Michael I. und sein Sohn Theophylaktos abgesetzt und auf die Prinzeninseln verbannt. Leo bestieg als Leo V. den Thron.
Bereits fünf Tage nach seinem Regierungsantritt tauchte der Bulgarenkhan Krum mit großen Teilen seines Heeres, das ganze Umland verwüstend, vor den Toren Konstantinopels auf.
Diesmal konnte ihn die Byzantinische Armee aber besiegen. Der Tod Krums im Jahr 814 beendete die Auseinandersetzungen vorläufig. Leo V. schloss mit seinem Nachfolger Omurtag (regierte 814–831) einen Friedensvertrag, der auf 30 Jahre angelegt war.